# Saint-Just (Cantal)
Pour les articles homonymes, voir Saint-Just (homonymie).
Saint-Just est une ancienne commune française située dans le département du Cantal, en région Auvergne. Elle fusionne le 1er janvier 2016 avec les communes de Faverolles, Loubaresse et Saint-Marc pour constituer la commune nouvelle de Val d'Arcomie.

## Géographie
Saint-Just est située au sud-est du département du Cantal, à la limite de la Lozère, entre Saint-Flour et Saint-Chély-d'Apcher. L'autoroute A75 longe la commune à l'est et pénètre brièvement sur le territoire de la commune. Le territoire est arrosé par le ruisseau d'Arcomie, un affluent de la Truyère.
En plus du bourg de Saint-Just, la commune comporte plusieurs villages : Charmensac, Estrémiac, Falcimagne, la Chassagne, Recoux, Romagnac.
| Saint-Marc (Cne deléguée de Val d'Arcomie)                         | Loubaresse (Cne deléguée de Val d'Arcomie) | Albaret-Sainte-Marie (48) |
| Saint-Marc (Cne deléguée de Val d'Arcomie), Albaret-le-Comtal (48) | Saint-Just(Cne deléguée de Val d'Arcomie)  | Albaret-Sainte-Marie (48) |
| Albaret-le-Comtal (48)                                             | Les Monts-Verts (48)                       | Les Monts-Verts (48)      |

## Histoire[4]
Saint-Just avait un fort important qui fut pris par le seigneur Dubourg de Saillans, ce dernier vint l'assiéger à la fin du XVIe siècle pendant les guerres de la ligue et s'en empara. Il en fut chassé plus tard par le Comte de Randan.
Il y avait deux seigneurs dans la paroisse.
Emmanuel Bès, qui fut seigneur de Saint-Just de 1741 à 1761, résidait à Saint-Chély-d'Apcher en Lozère. En 1774, il laissa l'héritage à son frère Sylvestre.
Les seigneurs d'Apchier, qui se sont succédé du XIVe au XVIIIe siècle, possédaient un fief à Recoux où était alors un château. Actuellement, on retrouve sur le plan cadastral des parcelles de terrain portant le nom de « Prat Chastel » ou « Pré du Château ».
En 1303, Jean d'Armagnac réclama du seigneur d'Apchier l'hommage de ce château. Le seigneur était alors Guérin de Châteauneuf qui avait épousé Alix, l'héritière de la baronnie de Mercœur. Les d'Apchier sont issus de l'ancien château de Châteauneuf de Randon en Lozère, dont il ne reste que les ruines de nos jours.
En 1686, le château appartenait à Marguerite d'Apchier qui résidait à Lodières.
En 1742, c'est Gabriel d'Apchier, baron de Faverolles (situé à 7 km de Recoux) qui était seigneur de Recoux ; mort en 1768, sans enfant, son héritière fut Marie-Madeleine de La Rochefoucault qui en 1742 avait épousé Hyacinthe de Lastic-Fournels. Son successeur Jean-Antoine de Lastic, baron de Recoux habitait au château de Fournels.
Le 22 juin 1944, une retraite difficile d'un groupe de Résistants parvient à Saint-Just, mais le groupe du docteur Paul Reiss fut pris par les Allemands : le médecin, l’infirmière et les blessés furent abattus aussitôt.
Paul Reiss fut inhumé au cimetière de Saint-Just. Une stèle commémorative sur la route d’Estrémiac à Saint-Just rappelle le massacre de ces Résistants.

### Saint-Just pendant la seconde guerre mondiale.
Dans le cadre de la bataille de Chaudes-Aigues (réduit de la Truyère), des maquisards blessés se replient vers la commune d'Albaret-le-Comtal. L'après-midi du 22 juin 1944, ces blessés font face à des soldats allemands. 10 individus sont exécutés lors de cet épisode. 

## Politique et administration
| Période                                  | Période  | Identité             | Étiquette | Qualité                    |
| ---------------------------------------- | -------- | -------------------- | --------- | -------------------------- |
| Les données manquantes sont à compléter. |          |                      |           |                            |
| janvier 2016                             | En cours | Jean-Claude Chastang |           | Retraité Fonction Publique |

| Période                                  | Période       | Identité             | Étiquette | Qualité           |
| ---------------------------------------- | ------------- | -------------------- | --------- | ----------------- |
| Les données manquantes sont à compléter. |               |                      |           |                   |
| 1792                                     | 1797          | André Valadier       |           |                   |
| 1797                                     | 1799          | Pierre Valadier      |           |                   |
| 1799                                     | 1802          | Jean Douet           |           |                   |
| 1802                                     | 1808          | André Valadier       |           |                   |
| 1808                                     | 1821          | Pierre Valadier      |           |                   |
| 1821                                     | 1842          | Jean Perrier         |           |                   |
| 1842                                     | 1843          | André Valadier       |           |                   |
| 1843                                     | 1848          | Jean Crozat          |           |                   |
| 1848                                     | 1860          | Jean Perrier         |           |                   |
| 1860                                     | 1871          | Jean Bertrand        |           |                   |
| 1871                                     | 1900          | Vital Bertrand       |           |                   |
| 1900                                     | 1919          | Joseph Bertrand      |           |                   |
| 1919                                     | 1947          | Laurent Portal       |           |                   |
| 1947                                     | 1948          | Louis Paran          |           |                   |
| 1948                                     | 1950          | Jean-Baptiste Falcon |           | Maire-adjoint     |
| 1950                                     | 1973          | Pierre Portefaix     |           |                   |
| 1973                                     | 2014          | René Cussac          |           |                   |
| 2014                                     | décembre 2015 | Jean-Claude Chastang |           | Fonction Publique |

## Démographie
L'évolution du nombre d'habitants est connue à travers les recensements de la population effectués dans la commune depuis 1793. À partir du 1er janvier 2009, les populations légales des communes sont publiées annuellement dans le cadre d'un recensement qui repose désormais sur une collecte d'information annuelle, concernant successivement tous les territoires communaux au cours d'une période de cinq ans. 
Pour les communes de moins de 10 000 habitants, une enquête de recensement portant sur toute la population est réalisée tous les cinq ans, les populations légales des années intermédiaires étant quant à elles estimées par interpolation ou extrapolation. Pour la commune, le premier recensement exhaustif entrant dans le cadre du nouveau dispositif a été réalisé en 2006,.
En 2013, la commune comptait 207 habitants, en évolution de +1,97 % par rapport à 2008 (Cantal : −1,19 %, France hors Mayotte : +2,49 %).
| 1793 | 1800 | 1806 | 1821 | 1831 | 1836 | 1841 | 1846 | 1851 |
| ---- | ---- | ---- | ---- | ---- | ---- | ---- | ---- | ---- |
| 723  | 736  | 754  | 709  | 592  | 651  | 646  | 624  | 602  |

| 1856 | 1861 | 1866 | 1872 | 1876 | 1881 | 1886 | 1891 | 1896 |
| ---- | ---- | ---- | ---- | ---- | ---- | ---- | ---- | ---- |
| 548  | 552  | 569  | 570  | 600  | 552  | 594  | 564  | 558  |

| 1901 | 1906 | 1911 | 1921 | 1926 | 1931 | 1936 | 1946 | 1954 |
| ---- | ---- | ---- | ---- | ---- | ---- | ---- | ---- | ---- |
| 530  | 525  | 509  | 516  | 462  | 415  | 433  | 391  | 390  |

| 1962 | 1968 | 1975 | 1982 | 1990 | 1999 | 2006 | 2011 | 2013 |
| ---- | ---- | ---- | ---- | ---- | ---- | ---- | ---- | ---- |
| 362  | 299  | 286  | 271  | 248  | 222  | 209  | 211  | 207  |

## Lieux et monuments

### Église[4]
L'ancienne église sous son invocation fut construite en 1364 après le traité de Brétigny. Cette église détruite au XVe siècle a été reconstruite en 1912. C'est un édifice de style roman. Elle est surmontée d'un vieux clocher à peigne datant de 1364 et qui fut reconstruit en partie vers 1650. Il y avait à Saint-Just, vers 1400 un petit chapitre de quatre prêtres qui dépendaient de l'abbaye de Pébrac ; l'église s'appelait alors Saint-Just de Recoux.

### Croix de pèlerinage
Sur la place de l'Église, on retrouve actuellement un croix gothique, en pierre de Volvic ou andésite, qui date de la fin du XVe siècle ou du début du XVIe. Du côté est, on peut voir le crucifiement, tandis que du côté ouest c'est le couronnement de la Vierge. Cette croix, située sur la route du pèlerinage de Compostelle joignant Le Puy à Toulouse, en passant par l'Aubrac, est peut-être une croix de pèlerinage.

### Menhir de La Chassagne
Ce monolithe de granite a une hauteur d'environ 2,80 m et un poids d'environ trois tonnes. Il était fiché dans une fosse de calage d'une profondeur de 80 cm. Comme il gênait les travaux de construction de l'A75, il a été déplacé en dehors de la commune sur l'aire de repos de Chalet.

### Calvaire de Recoux
Le calvaire de Recoux avec ses trois grandes croix est situé sur un chaos granitique, entouré d'un massif forestier de plus de six hectares. Le point culminant est à 1 075 mètres où l'on peut admirer toute la Margeride, le Plomb du Cantal, le viaduc de Garabit. Il n'y a aucun écrit à ce sujet. Pourtant l'implantation de ces croix n'a pas été faite au hasard. Elles sont situées entre un chaos granitique (laissant penser à un dolmen) et l'emplacement de l'ancien château de Recoux. 
Le château de Recoux appartenait aux seigneurs d'Apcher du XIVe siècle. On sait que ces seigneurs combattirent routiers et Anglais pendant la guerre de Cent Ans. De nombreuses croix furent élevées à cette époque. Les d'Apcher possédaient trois châteaux. On pourrait supposer que ces trois croix soient des croix des Anglais (en souvenir de la défense des trois châteaux) érigées en 1362, mais ce ne sont que des suppositions.

## Personnalités liées à la commune
- Paul Reiss (1901-1944), médecin-chef du Service de Santé des Forces françaises de l'intérieur du Cantal, tué d'une balle dans la tête le 22 juin 1944 de même que l’infirmière, tandis que neuf blessés étaient achevés sur leur chariot[15].